# Sarcocornia mossiana
Sarcocornia mossiana är en amarantväxtart som först beskrevs av Toelken, och fick sitt nu gällande namn av Andrew John Scott. Sarcocornia mossiana ingår i släktet Sarcocornia och familjen amarantväxter. Inga underarter finns listade i Catalogue of Life.